# Bernard Victorri
Bernard Victorri est un linguiste français,, directeur de recherche au CNRS,, né le 9 octobre 1946 à Béni-Saf, en Algérie,

## Biographie

### Jeunesse
Né le 9 octobre 1946 à Béni-Saf de parents pieds-noirs d'origine espagnole, son père détenteur d'une licence de droit, a été instituteur, puis directeur d'école. Militant de gauche, syndicaliste, puis maire de son village, où il a pris la succession de son père (donc le grand-père de Bernard). Sa mère était postière avant de devenir institutrice, puis directrice d'école, et enfin de collège d'enseignement ménager.
En 1961, puisque son père est menacé par l'OAS pour ses positions contre l'Algérie française (plusieurs attentats à son encontre échouèrent), ses parents l'envoient à Paris pour ses études.

### Études et carrière
Bernard Victorri est un élève du linguiste Antoine Culioli. Il est ancien élève de l'École normale supérieure, de la promotion scientifique de 1966.
Il est un spécialiste de la modélisation sémantique et des réseaux connexionnistes. Il a travaillé notamment au laboratoire ELSAP à Caen, au laboratoire DDL à Lyon et au laboratoire LATTICE à Montrouge. Il est professeur émérite de l'Université Paris-Nanterre.
Il a participé aux articles de l'Encyclopædia Universalis, ayant écrit celui intitulé Origine des langues et du langage, ainsi que celui intitulé Modèle, en collaboration notamment avec Raymond Boudon.
Il a publié dans Le Monde du 13 mars 2020 un hommage au journaliste et mathématicien Pierre Audibert, décédé le 6 mars 2020.

## Publications
- L'ambiguïté et la paraphrase: opérations linguistiques, processus cognitifs, traitements automatisés, avec Salah Mejri, Presses universitaires de Caen, 1988.
- Linguistique et traitements automatiques des langues, avec Catherine Fuchs et Anne Lacheret-Dujour, Hachette Supérieur, 1993.
- Continuity in linguistic semantics, avec Catherine Fuchs, Amsterdam, Benjamins, 1994.
- La polysémie, construction dynamique du sens, avec Catherine Fuchs, Hermès, 1996.
- Les mystères de l'émergence du langage, in: Jean-Marie Hombert, Aux origines des langues et du langage, Fayard, 2005.
- Les origines du langage, avec Pascal Picq et Jean-Louis Dessalles, Éditions Le Pommier, 2006.
- L'archéologie cognitive, techniques, modes de communication, mentalités, avec René Treuil, Paris, Maison des Sciences de l'Homme, 2019.